# Tremacron
Tremacron es un género con siete especies de plantas herbáceas  perteneciente a la familia Gesneriaceae. Es originario del sur de China.

## Descripción
Es una planta herbácea perennifolia en roseta. Las hojas son radiales , poco pecioladas , la lámina es elíptica , ovada , ovado - cordada o cordada - orbicular, crenada o dentada , ambas superficies pubescentes . La inflorescencia en cimas con un largo pedúnculo y con varias flores y bracteolas lineales. Sépalos libres a la base, angostamente lanceolados . Corola amarilla , blanco o rojo, subglabras , tubular acampanada , bilabiada. Cápsula oblonga o cilíndrica delgada .

## Distribución y hábitat
Se distribuyen por el sur de China en Yunnan y Sichuan donde crece en los bosques de hoja perenne, entre grandes piedras y en los acantilados rocosos, a una altitud de (1000 -) 2,500-3,200 metros.

## Taxonomía
El género fue descrito por  William Grant Craib y publicado en Journal of Botany, British and Foreign 21(6): 167. 1883.
Etimología
El nombre del género deriva del griego  τρεμα,  trema = agujero , poro y ακρον , akron = extremo , punta , la parte superior; en alusión a las anteras que se abren con una hendidura transversal en la parte superior .  

## Especies
- Tremacron aurantiacum
- Tremacron begoniifolium
- Tremacron forrestii
- Tremacron mairei
- Tremacron obliquifolium
- Tremacron rubrum
- Tremacron urceolatum